# Тає Тайво
Тає Тайво (англ. Taye Taiwo; нар. 16 квітня 1985, Лагос) — нігерійський футболіст, колишній лівий захисник. Виступав зокрема за «Марсель» та «Динамо» Київ.

## Клубна кар'єра
У дорослому футболі дебютував 2003 року виступами за команду нігерійського клубу «Габрос Інтернейшнл», в якій провів один сезон, після чого відіграв ще один рік за іншу місцеву команду, «Лобі Старз».
На початку 2005 року привернув увагу представників тренерського штабу клубу «Олімпік» (Марсель) та перебрався до Франції. Вже за півроку, з початку сезону 2005-06, молодий нігерієць став основним гравцем на лівому фланзі захисту «Олімпіка». Загалом відіграв за команду з Марселя шість сезонів своєї ігрової кар'єри. Більшість часу, проведеного у складі «Олімпіка», був основним гравцем захисту команди. За цей час виборов титул чемпіона Франції, ставав володарем Суперкубка Франції та Кубка Інтертото. Двічі обирався до символічної збірної сезону французької першості.

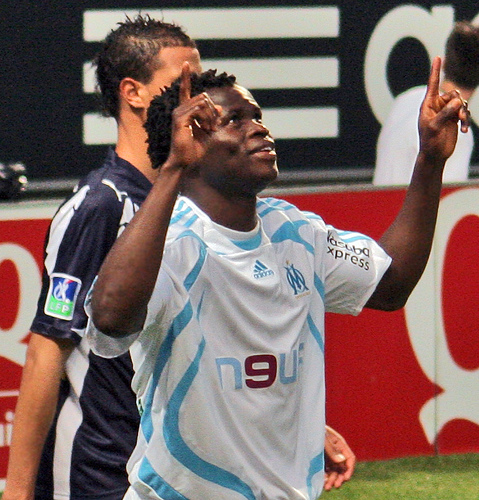
Тає Тайво під час виступів за «Марсель». 4 травня 2008 року

У травні 2011 року було оголошено про перехід Тайво до італійського «Мілана», пробитися до основного складу якого нігерійцю не вдалося. За півроку в «Мілані» гравець лише чотири рази виходив на поле в іграх Серії A.
На початку 2012 року Тайво було віддано до англійського «Квінс Парк Рейнджерс» на умовах піврічної оренди з правом подальшого викупу. Англійський клуб цим правом не скористався і влітку того ж року нігерієць повернувся до Мілана.
Перспективи потрапляння до основної команди «Мілана» Тайво не отримав і невдовзі, наприкінці липня 2012 року, перейшов на умовах річної орендної угоди, яка також передбачає право пріоритетного викупу прав на гравця, до київського «Динамо», де став четвертим гравцем національної збірної Нігерії у складі українського клубу. Протягом усього сезону 2012-13 був основним лівим захисником команди, проте грав нестабільно і інколи припускався серйозних помилок, через що по завершенню оренди київський клуб відмовився викупати контракт нігерійця.
В липні 2013 року підписав трирічний контракт з турецьким «Бурсаспором». 1 серпня 2013 року, в дебютному матчі за турецький клуб, який припав на зустріч третього кваліфікаційного раунду Ліги Європи проти сербської «Войводини» Тайє відзначився забитим м'ячем. У першому сезоні Тайво зіграв у 27 матчах чемпіонату (2 голи), а також 8 матчів у національному кубку і два у Лізі Європи, проте у наступному сезоні перестав залучатись до матчів команди і 27 квітня 2015 року дію контракту між «Бурсаспором» і Тайво було припинено за згодою сторін.
В другій половині серпня 2015 року на правах вільного агента повернувся підписав однорічний контракт з фінським ГІКом.

## Виступи за збірні
2005 року залучався до складу молодіжної збірної Нігерії. На молодіжному рівні зіграв у 11 офіційних матчах, забив 4 голи.
2004 року дебютував в офіційних матчах у складі національної збірної Нігерії.
У складі збірної був учасником чемпіонату світу 2010 року у ПАР, а також трьох розіграшів Кубка африканських націй: 2006 року в Єгипті, 2008 року у Гані та 2010 року в Анголі, причому у 2006 та 2010 роках ставав разом з командою бронзовим призером континентальної першості.
Провів у формі головної команди країни 54 матчі, забивши 5 голів.

## Статистика виступів

### Статистика клубних виступів
Дані наведені станом на 22 вересня 2013 року.
| Сезон                         | Команда                       | Чемпіонат                     | Чемпіонат | Чемпіонат | Національний кубок | Національний кубок | Національний кубок | Континентальні кубки | Континентальні кубки | Континентальні кубки | Інші змагання | Інші змагання | Інші змагання | Усього | Усього |
| Сезон                         | Команда                       | Ліга                          | Ігор      | Голів     | Ліга               | Ігор               | Голів              | Ліга                 | Ігор                 | Голів                | Ліга          | Ігор          | Голів         | Ігор   | Голів  |
| ----------------------------- | ----------------------------- | ----------------------------- | --------- | --------- | ------------------ | ------------------ | ------------------ | -------------------- | -------------------- | -------------------- | ------------- | ------------- | ------------- | ------ | ------ |
| 2003                          | «Габрос Інтернейшнл»          | НПЛ                           | 11        | 1         | КН                 | ?                  | ?                  | —                    | —                    | —                    | —             | —             | —             | 11+    | 1+     |
| 2004                          | «Лобі Старз»                  | НПЛ                           | 27        | 8         | КН                 | ?                  | ?                  | —                    | —                    | —                    | —             | —             | —             | 27+    | 8+     |
| січ.-лип. 2005                | «Олімпік-2» (Марсель)         | АЧФ (IV)                      | 5         | 0         | —                  | —                  | —                  | —                    | —                    | —                    | —             | —             | —             | 5      | 0      |
| січ.-лип. 2005                | «Олімпік» (Марсель)           | Л1                            | 4         | 0         | —                  | —                  | —                  | —                    | —                    | —                    | —             | —             | —             | 4      | 0      |
| 2005-06                       | «Олімпік» (Марсель)           | Л1                            | 30        | 1         | КФ+КФЛ             | 1+4                | 0+1                | Інт+КУЄФА            | 6+9                  | 1+1                  | —             | —             | —             | 50     | 4      |
| 2006-07                       | «Олімпік» (Марсель)           | Л1                            | 37        | 3         | КФ+КФЛ             | 6+0                | 0                  | Інт+КУЄФА            | 2+2                  | 0+1                  | —             | —             | —             | 47     | 4      |
| 2007-08                       | «Олімпік» (Марсель)           | Л1                            | 28        | 3         | КФ+КФЛ             | 1+1                | 0                  | ЛЧ+КУЄФА             | 6+4                  | 1+1                  | —             | —             | —             | 40     | 5      |
| 2008-09                       | «Олімпік» (Марсель)           | Л1                            | 35        | 3         | КФ+КФЛ             | 2+1                | 1+0                | ЛЧ+КУЄФА             | 8+6                  | 0                    | —             | —             | —             | 52     | 4      |
| 2009-10                       | «Олімпік» (Марсель)           | Л1                            | 27        | 3         | КФ+КФЛ             | 1+1                | 0                  | ЛЧ+ЛЄ                | 4+4                  | 0                    | —             | —             | —             | 37     | 3      |
| 2010-11                       | «Олімпік» (Марсель)           | Л1                            | 30        | 4         | КФ+КФЛ             | 1+4                | 0+1                | ЛЧ                   | 5                    | 0                    | СФ            | 1             | 0             | 41     | 5      |
| Усього за «Олімпік» (Марсель) | Усього за «Олімпік» (Марсель) | Усього за «Олімпік» (Марсель) | 191       | 17        |                    | 23                 | 3                  |                      | 56                   | 5                    |               | 1             | 0             | 271    | 25     |
| 2011-січ. 2012                | «Мілан»                       | A                             | 4         | 0         | КІ                 | 0                  | 0                  | ЛЧ                   | 4                    | 0                    | СІ            | 0             | 0             | 8      | 0      |
| січ.-лип. 2012                | «Квінс Парк Рейнджерс»        | ПЛ                            | 15        | 1         | КА                 | 0                  | 0                  | —                    | —                    | —                    | —             | —             | —             | 15     | 1      |
| 2012-13                       | «Динамо» (Київ)               | УПЛ                           | 20        | 0         | КУ                 | 1                  | 1                  | ЛЧ+ЛЄ                | 8+2                  | 0                    | —             | —             | —             | 31     | 1      |
| 2013-14                       | «Бурсаспор»                   | СЛ                            | 27        | 2         | КТ                 | 8                  | 0                  | ЛЄ                   | 2                    | 1                    | —             | —             | —             | 37     | 3      |
| Усього за кар'єру             | Усього за кар'єру             | Усього за кар'єру             | 299       | 29        |                    | 32+                | 4+                 |                      | 72                   | 6                    |               | 1             | 0             | 404+   | 39+    |

### Статистика виступів за збірну
| Дата       | Місто            | Господарі            | Результат             | Гості                | Турнір                                            | Голи | Примітки  |
| ---------- | ---------------- | -------------------- | --------------------- | -------------------- | ------------------------------------------------- | ---- | --------- |
| 17-11-2004 | Йоганнесбург     | ПАР                  | 2 – 1                 | Нігерія              | товариський матч                                  | -    |           |
| 4-9-2005   | Оран             | Алжир                | 2 – 5                 | Нігерія              | Відбір до ЧС 2006                                 | -    |           |
| 8-10-2005  | Абуджа (місто)   | Нігерія              | 5 – 1                 | Зімбабве             | Відбір до ЧС 2006                                 | -    |           |
| 23-1-2006  | Порт-Саїд        | Нігерія              | 1 – 0                 | Гана                 | Кубок африканських націй 2006 - 1-й етап          | 1    |           |
| 27-1-2006  | Порт-Саїд        | Нігерія              | 2 – 0                 | Зімбабве             | Кубок африканських націй 2006 - 1-й етап          | -    |           |
| 31-1-2006  | Порт-Саїд        | Нігерія              | 2 – 1                 | Сенегал              | Кубок африканських націй 2006 - 1-й етап          | -    |           |
| 4-02-2006  | Порт-Саїд        | Нігерія              | 1 – 1 д.ч. (6-5 п.п.) | Туніс                | Кубок африканських націй 2006 - чвертьфінал       | -    |           |
| 7-02-2006  | Александрія      | Нігерія              | 0 – 1                 | Кот-д'Івуар          | Кубок африканських націй 2006 - півфінал          | -    |           |
| 9-02-2006  | Каїр             | Нігерія              | 1 – 0                 | Сенегал              | Кубок африканських націй 2006 - Матч за 3-є місце | -    | 3-є місце |
| 2-9-2006   | Абуджа (місто)   | Нігерія              | 2 – 0                 | Нігер                | Відбір до Кубка африканських націй 2008           | -    |           |
| 8-10-2006  | Масеру           | Лесото               | 0 – 1                 | Нігерія              | Відбір до Кубка африканських націй 2008           | -    |           |
| 6-02-2007  | Лондон           | Нігерія              | 1 – 4                 | Гана                 | товариський матч                                  | 1    |           |
| 24-3-2007  | Абеокута (місто) | Нігерія              | 1 – 0                 | Уганда               | Відбір до Кубка африканських націй 2008           | -    |           |
| 2-6-2007   | Кампала          | Уганда               | 2 – 1                 | Нігерія              | Відбір до Кубка африканських націй 2008           | -    |           |
| 17-6-2007  | Ніамей           | Нігер                | 1 – 3                 | Нігерія              | Відбір до Кубка африканських націй 2008           | 1    |           |
| 22-8-2007  | Скоп'є           | Північна Македонія   | 0 – 0                 | Нігерія              | товариський матч                                  | -    |           |
| 9-9-2007   | Варрі            | Нігерія              | 2 – 0                 | Лесото               | Відбір до Кубка африканських націй 2008           | -    |           |
| 14-10-2007 | Хуарес           | Мексика              | 2 – 2                 | Нігерія              | товариський матч                                  | -    |           |
| 17-11-2007 | Лондон           | Австралія            | 1 – 0                 | Нігерія              | товариський матч                                  | -    |           |
| 20-11-2007 | Цюрих            | Швейцарія            | 0 – 1                 | Нігерія              | товариський матч                                  | 1    |           |
| 21-1-2008  | Секонді-Такораді | Нігерія              | 0 – 1                 | Кот-д'Івуар          | Кубок африканських націй 2008 - 1-й етап          | -    |           |
| 25-1-2008  | Секонді-Такораді | Нігерія              | 0 – 0                 | Малі                 | Кубок африканських націй 2008 - 1-й етап          | -    |           |
| 29-1-2008  | Секонді-Такораді | Нігерія              | 2 – 0                 | Бенін                | Кубок африканських націй 2008 - 1-й етап          | -    |           |
| 3-02-2008  | Аккра            | Гана                 | 2 – 1                 | Нігерія              | Кубок африканських націй 2008 - чвертьфінал       | -    |           |
| 27-5-2008  | Грац             | Австрія              | 1 – 1                 | Нігерія              | товариський матч                                  | -    |           |
| 1-6-2008   | Абуджа (місто)   | Нігерія              | 2 – 0                 | ПАР                  | Відбір до ЧС 2010                                 | -    |           |
| 7-6-2008   | Фрітаун          | Сьєрра-Леоне         | 0 – 1                 | Нігерія              | Відбір до ЧС 2010                                 | -    |           |
| 15-6-2008  | Малабо           | Екваторіальна Гвінея | 0 – 1                 | Нігерія              | Відбір до ЧС 2010                                 | -    |           |
| 21-6-2008  | Абуджа (місто)   | Нігерія              | 2 – 0                 | Екваторіальна Гвінея | Відбір до ЧС 2010                                 | -    |           |
| 6-9-2008   | Порт-Елізабет    | ПАР                  | 0 – 1                 | Нігерія              | Відбір до ЧС 2010                                 | -    |           |
| 11-10-2008 | Абуджа (місто)   | Нігерія              | 4 – 1                 | Сьєрра-Леоне         | Відбір до ЧС 2010                                 | -    |           |
| 19-11-2008 | Богота           | Колумбія             | 1 – 0                 | Нігерія              | товариський матч                                  | -    |           |
| 11-02-2009 | Лондон           | Нігерія              | 0 – 0                 | Ямайка               | товариський матч                                  | -    |           |
| 29-3-2009  | Мапуту           | Мозамбік             | 0 – 0                 | Нігерія              | Відбір до ЧС 2010                                 | -    |           |
| 26-6-2009  | Радес            | Туніс                | 0 – 0                 | Нігерія              | Відбір до ЧС 2010                                 | -    |           |
| 6-9-2009   | Абуджа (місто)   | Нігерія              | 2 – 2                 | Туніс                | Відбір до ЧС 2010                                 | -    |           |
| 12-1-2010  | Бенгела          | Єгипет               | 3 – 1                 | Нігерія              | Кубок африканських націй 2010 - 1-й етап          | -    |           |
| 30-1-2010  | Бенгела          | Нігерія              | 1 – 0                 | Алжир                | Кубок африканських націй 2010 - Матч за 3-є місце | -    | 3-є місце |
| 3-3-2010   | Абуджа (місто)   | Нігерія              | 5 – 2                 | ДР Конго             | товариський матч                                  | -    |           |
| 30-5-2010  | Мілтон-Кінс      | Нігерія              | 1 – 1                 | Колумбія             | товариський матч                                  | -    |           |
| 6-6-2010   | Йоганнесбург     | Нігерія              | 3 – 1                 | Північна Корея       | товариський матч                                  | -    |           |
| 12-6-2010  | Йоганнесбург     | Аргентина            | 1 – 0                 | Нігерія              | ЧС 2010 - 1-й етап                                | -    |           |
| 17-6-2010  | Блумфонтейн      | Греція               | 2 – 1                 | Нігерія              | ЧС 2010 - 1-й етап                                | -    |           |
| 10-10-2010 | Конакрі          | Гвінея               | 1 – 0                 | Нігерія              | Відбір до Кубка африканських націй 2012           | -    |           |
| 9-02-2011  | Лагос            | Нігерія              | 2 – 1                 | Сьєрра-Леоне         | товариський матч                                  | 1    |           |
| 27-3-2011  | Абуджа (місто)   | Нігерія              | 4 – 0                 | Ефіопія              | Відбір до Кубка африканських націй 2012           | -    |           |
| 29-3-2011  | Абуджа (місто)   | Нігерія              | 3 – 0                 | Кенія                | товариський матч                                  | -    |           |
| 1-6-2011   | Абуджа (місто)   | Нігерія              | 4 – 1                 | Аргентина            | товариський матч                                  | -    |           |
| 5-6-2011   | Аддис-Абеба      | Ефіопія              | 2 – 2                 | Нігерія              | Відбір до Кубка африканських націй 2012           | -    |           |
| 8-10-2011  | Абуджа (місто)   | Нігерія              | 2 – 2                 | Гвінея               | Відбір до Кубка африканських націй 2012           | -    |           |
| 11-10-2011 | Вотфорд          | Гана                 | 0 – 0                 | Нігерія              | товариський матч                                  | -    |           |
| 12-11-2011 | Бенін-Сіті       | Нігерія              | 0 – 0                 | Ботсвана             | товариський матч                                  | -    |           |
| 15-11-2011 | Кадуна           | Нігерія              | 2 – 0                 | Замбія               | товариський матч                                  | -    |           |
| 29-2-2012  | Кігалі           | Руанда               | 0 – 0                 | Нігерія              | Відбір до Кубка африканських націй 2013           | -    |           |
| Усього     |                  | Матчів               | 54                    |                      | Голів                                             | 5    |           |

## Титули і досягнення

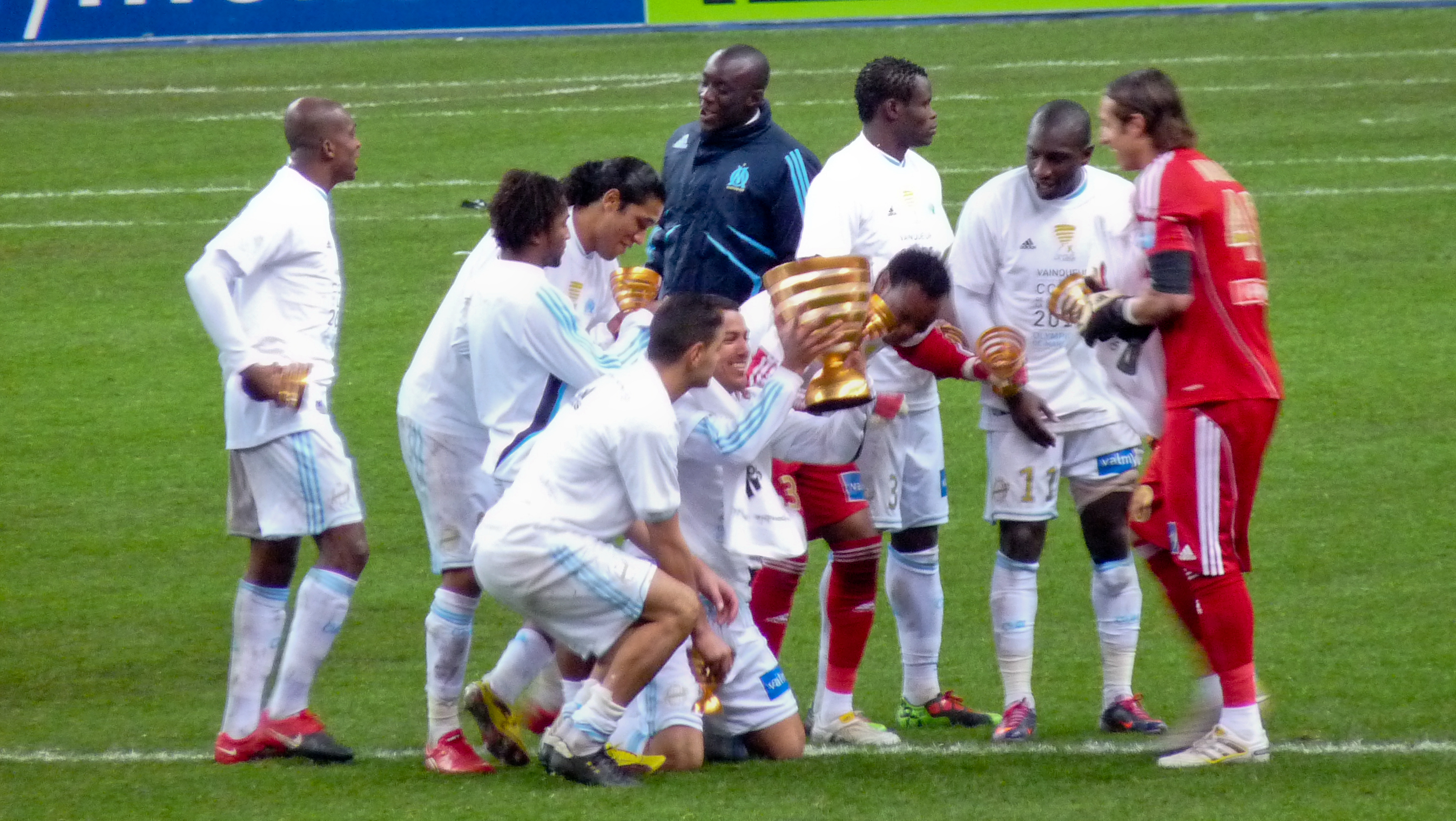
Тайво (третій праворуч) святкує з товаришами по команді перемоги французької Кубок Ліги 2009–2010

### Командні
- Чемпіон Франції (1):

«Олімпік» (Марсель): 2009-10
- Володар Кубка французької ліги (2):

«Олімпік» (Марсель): 2009-10, 2010-11
- Володар Суперкубка Франції (1):

«Олімпік» (Марсель): 2010
- Володар Суперкубка Італії (1):

«Мілан»: 2011
- Володар Кубка Інтертото (1):

«Олімпік» (Марсель): 2005
- Чемпіон Африки (U-20): 2005
- Бронзовий призер Кубка африканських націй: 2006, 2010

### Особисті
- Найкращий африканський молодий футболіст року: 2006
- Включений до символічної збірної сезону французької Ліги 1 (2): 2007-08, 2008-09
- Включений до символічної збірної року в Африці (1): 2011